# 美国爱达荷联邦地区法院
美国爱达荷联邦地区法院 （引用时缩写为D. Idaho）是美国94个联邦地区法院中唯一位于爱达荷州的。该法院审理后的案件需上诉至第九巡回法院，专利及《塔克法案》相关的案件需上诉至联邦巡回区法院。该法院的司法管辖权覆盖该州全部，总部位于博伊西。